# Casanava
Casanava (en francès Cazeneuve) és un municipi francès situat al departament del Gers i a la regió d'Occitània.

## Geografia

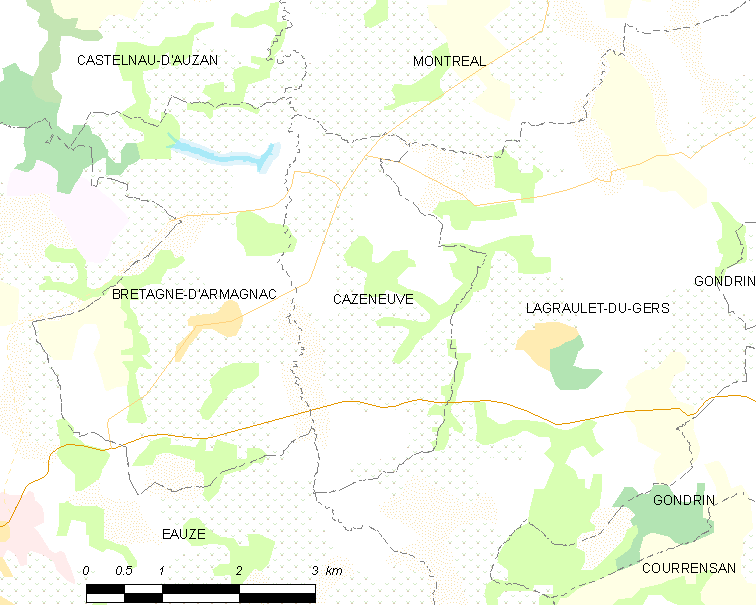
Mapa de la comuna de Casanava

## Administració
| Període   | Identitat             | Partit |
| --------- | --------------------- | ------ |
| 2001-2008 | Christian Marou       |        |
| 2008-     | Martine Laborde-Noyer |        |

## Demografia
| 1962                                       | 1968 | 1975 | 1982 | 1990 | 1999 | 2006 |
| ------------------------------------------ | ---- | ---- | ---- | ---- | ---- | ---- |
| 220                                        | 205  | 178  | 138  | 139  | 127  | 129  |
| Des de 1962: població sense dobles comptes |      |      |      |      |      |      |